# Charles Henry Gairdner
Sir Charles Henry Gairdner, britanski general, * 20. marec 1898, Batavia, Nizozemska vzhodna Indija, † 22. februar 1983, Nedlands, Zahodna Avstralija.

## Guverner
V letih 1951−1963 je bil guverner Zahodne Avstralije, v letih 1963−1968 pa guverner Tasmanije.